# ブラックマンズ・ベイ
ブラックマンズ・ベイ (Blackmans Bay) は、オーストラリア・タスマニア州・キングボロー地区の沿岸地域。
位置：キングストンに隣接

交通：Southern Outlet motorway 

行政：キングボロー市議会

## 施設
3校の小学校が存在する。
- Blackmans Bay
- Illawarra
- St. Aloysius ; カトリック